# Llista de publicadors de videojocs
Això és una llista de publicadors i/o distribuïdors de videojocs, actuals i desaparegudes. La llista de més avall també s'inclouen empreses que estan tancades i també les que han sigut comprades per altres empreses.
| Índex A B C D E F G H I J K L M N O P Q R S T U V W X Y Z |

## #
- 3DO (fabricador de consoles) (tancat)

## A
- Acclaim Entertainment (tancat) - Ara es coneix com a Acclaim Games
- Accolade (comprat per Atari i aquesta per Infogrames)
- Activision
- Alten8
- Aspyr Media, Inc.
- Atari

## B
- Bandai Games
- Bethesda Softworks
- Big Fish Games
- Boomzap Pte. Ltd.
- Breakthrough Gaming
- Brøderbund (comprat per Ubisoft)
- Buena Vista Interactive
- Blizzard Entertainment

## C
- Capcom
- Codemasters
- Coleco (fabricador de consoles) (tancat)
- Compedia
- Crystal Dynamics (comprat per Eidos)
- CSG Imagesoft, Inc.

## E
- Eidos Interactive
- Electronic Arts
- Enix (fusionat amb Squaresoft com a Square Enix)
- Epyx (tancat)

## F
- First Star Software
- fresh games

## G
- Gamecock
- Gremlin Interactive (tancat)
- GT Interactive (canviat de nom a Atari, Inc.)

## H
- Hasbro Interactive (comprat per Infogrames)

## I
- Iguana Entertainment (tancat)
- Imagic (tancat)
- Infocom (comprat per Activision)
- Interceptor Micros (tancat)
- Interplay Entertainment (tancat)

## K
- Konami

## L
- Linux Game Publishing
- LucasArts

## M
- Mad Genius Software (tancat)
- Majesco
- Mattel Electronics (fabricador de consoles)
- Mattel
- MAXUM Games Arxivat 2007-06-15 a Wayback Machine.
- Melbourne House (videojocs d'ordinador i llibres)
- MicroIllusions (tancat)
- MicroProse (comprat per Hasbro Interactive)
- Microsoft Game Studios
- Midway
- Mindscape, Inc.
- MUSE Software (tancat)
- Myelin Media

## N
- Namco
- NCSoft
- Nintendo

## O
- Origin Systems (comprat per Electronic Arts)
- O~3 Entertainment

## P
- Penguin Software (tancat)
- Programma International (tancat)
- Psygnosis (defunct)

## R
- Rocket Science Games (tancat)
- Rockstar Games
- Rare Ltd.

## S
- SCI Games
- Sega Sammy Holdings
- Sony Computer Entertainment
- Sony Pictures Digital (videojocs de telèfon mòbil)
- Spectrum Holobyte (comprat per Hasbro Interactive)
- Squaresoft (fusionat amb Enix per crear Square Enix
- Square Electronic Arts L.L.C. (comprat per Square i Electronic Arts. A Squaresoft, Inc. i canviat a Square Enix, Inc.)
- Square Enix
- Stardock
- Strategic Simulations, Inc. ("SSI") (comprat per Ubisoft, nom canviat)

## T
- Taito
- Take-Two Interactive
- Taxan
- Technos Japan Corporation (tancat) (comprat per Atlus)
- THQ

## U
- Ubisoft
- Ultimate Play The Game
- US Gold (acquired by Eidos Interactive)

## V
- Variant Interactive
- Virgin Interactive Entertainment (tancat)
- Vivendi Universal Games

## W
- Warner Bros. Interactive Entertainment

## X
- xBlitz Entertainment

## Z
- Zoo Digital Publishing Arxivat 2005-11-07 a Wayback Machine.